# Mutinerie des gardes-frontières du Bangladesh
La mutinerie des garde-frontières du Bangladesh éclate en février 2009, dans la caserne de Pilkhana (en) à Dacca, à environ 120 km au sud de la capitale, et fait 74 morts. 

L'absence d'augmentation de la solde des soldats durant des années en est la raison principale. 
L’armée (et notamment le Rapid Action Battalion) est immédiatement requise, mais le gouvernement négocie la reddition contre l’amnistie, obtenue après 33 heures. Cette mutinerie est la plus importante de l’histoire du Bangladesh. 

En 2013, les procès de 823 mutins aboutissent à la condamnation à mort par pendaison pour plus de 150 d’entre eux, et 350 autres sont condamnés à des peines de prison allant jusqu’à 14 ans.

## Contexte
La colère couvait depuis des mois chez ces paramilitaires qui réclamaient une hausse de leur solde, des subventions pour leurs repas, davantage de congés, et l’obtention d’un statut de militaire. 

Le refus des officiers a provoqué la révolte.

## Déroulement

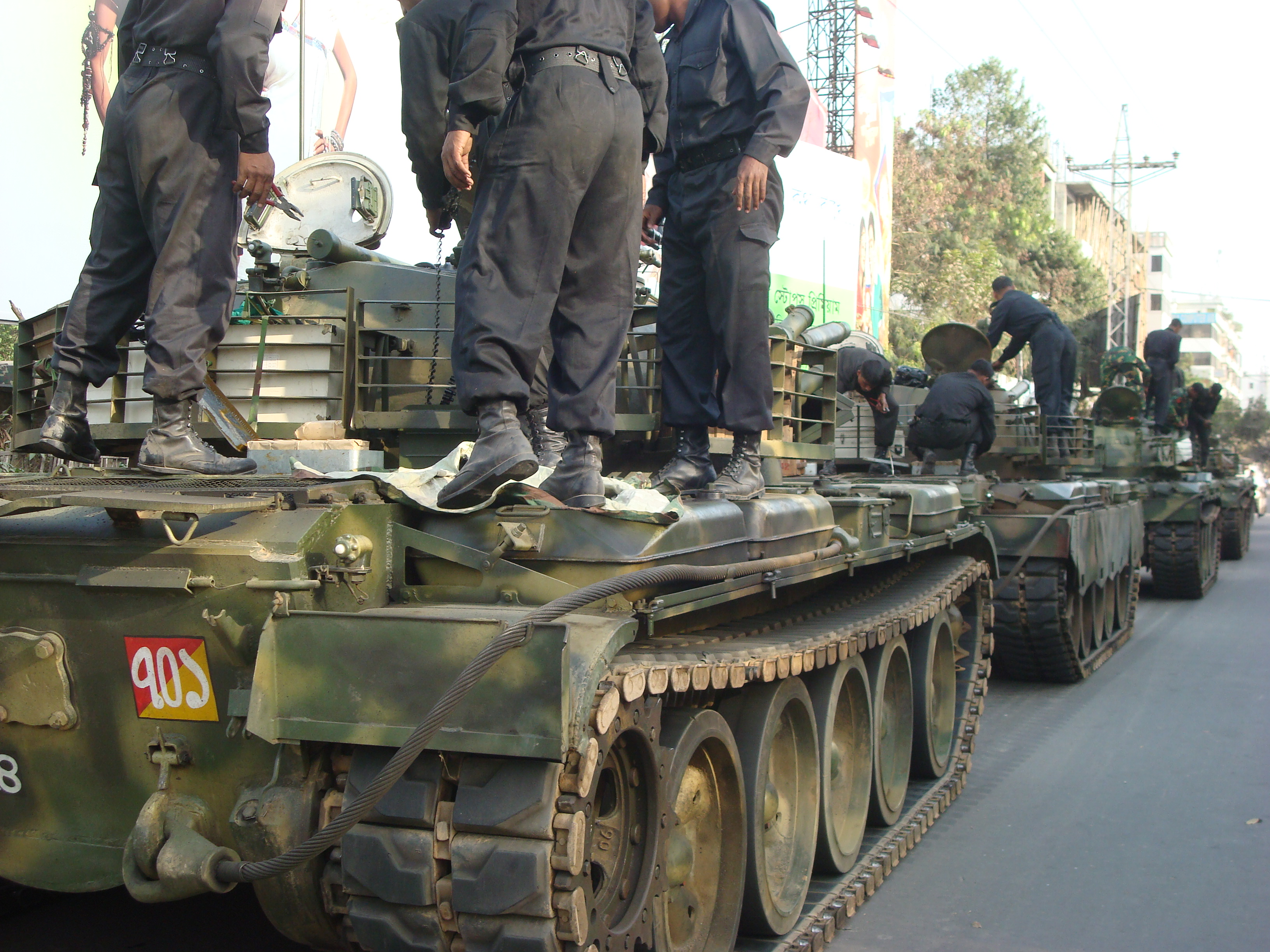
Colonne de chars Type 69-IIG près du quartier-général des Bangladesh Rifles.

Le 25 février 2009, la mutinerie éclate au quartier-général des Bangladesh Rifles (BDR, qui comptent 70 000 hommes) à Pilkhana (en). Les gardes-frontières s’emparent de 2 500 armes et entrent dans une réunion annuelle d’officiers de cette formation. Une quarantaine d’autres unités se révoltent dans le pays.
Les officiers sont mis à mort, certains torturés ou brûlés vifs. Certaines épouses des officiers sont violées.
Le gouvernement a immédiatement recours à l’armée appelée en renfort pour mater la mutinerie. Une centaine de personnes dont beaucoup d'officiers sont prises en otage.
Le 26 février, la lutte continue. La Première ministre Sheikh Hasina négocie avec une délégation des mutins et leur propose l’amnistie. Les services de téléphonie mobile sont coupés dans tout le pays.
Le vice-ministre de la Justice Kamrul Islam et le ministre de l'Intérieur Sahara Khatun reçoivent la reddition des mutins après qu'ils eurent déposé les armes.
Près de 200 mutins sont arrêtés dans la nuit du 26 au 27 février, par le Bataillon d'action rapide, l'unité d'élite des forces de sécurité.
Parmi les officiers portés disparus, le général Shakil Ahmed, commandant des gardes-frontières.
Sheikh Hasina exclut toute amnistie pour les mutins responsables des meurtres, et proclame trois jours de deuil national du 27 février au 1er mars.
Le bilan s’établit à 74 morts, dont 57 officiers,, six civils et des recrues. Certains corps sont retrouvés dans des fosses communes, d’autres dans les égouts.
Le 1er mars, la police continue les arrestations : plusieurs centaines de gardes sont emprisonnés, environ mille sont en fuite à l’étranger.

## Procès
Selon des témoignages et observations recueillis par les organisations de défense des droits de l'homme, les mutins subissent en prison un traitement très violent : de nombreux prisonniers sont torturés,, le droit à un avocat n’est pas respecté. En octobre 2009, au moins 48 d’entre eux étaient morts en détention, dont certains par suicide, d’autres par manque de soins. Plusieurs suspects subissent de graves séquelles, comme des insuffisances rénales ou des paralysies partielles.
En 2010, plus de 6 000 gardes-frontières sont jugés devant des cours militaires, sans avocat et sans possibilité de faire appel, le plus souvent par groupes de plusieurs centaines. En novembre 2013, 823 mutins considérés comme des meneurs sont jugés devant une cour civile. 270 sont acquittés, 152 condamnés à mort, 400 condamnés à des peines de prison. Vingt-trois civils étaient également jugés. 
Le 27 novembre 2017, la condamnation à mort est confirmé pour 139 personnes par la Haute Cour du Bangladesh, 380 accusés, dont 185 condamnés à perpétuité ont vu confirmé leurs peines de prison, 45 soldats ont été acquittés. Ces sentences devraient désormais faire l'objet d'un nouvel appel et monter à la Cour suprême.
L'unité a connu des changements fondamentaux depuis 2010. Elle est renommée « gardes-frontières du Bangladesh » le 23 janvier 2011.